# آيل تابو (تشيلي)
آيل تابو (بالإسبانية: El Tabo) هي بلدية ومدينة على الساحل الأوسط في تشيلي ، تقع في مقاطعة سان أنطونيو في إقليم فالبارايسو، تضم المنطقة الساحلية سلسلة من المنتجعات الساحلية. يقدر عدد سكانها بـ 8,161 نسمة ومساحتها 98.8 كم2 وترتفع عن سطح البحر 8 متر.